# IC 1674
IC 1674 — галактика типу NF (в процесі підтвердження) у сузір'ї Фенікс.
Цей об'єкт міститься в оригінальній редакції індексного каталогу.